# Georges Eo
Pour les articles homonymes, voir Eo.
Georges Eo, né le 7 novembre 1948 à Lorient (Bretagne), est un joueur de football professionnel, devenu ensuite entraîneur, notamment au FC Nantes.
Comme joueur, Eo évoluait comme milieu de terrain.

## Biographie
Joueur d'un taille modeste (1,70 m), Eo réalise une carrière professionnelle en première division française. Formé au FC Lorient, il signe en 1967 au FC Nantes, joue en 1968 avec le Bataillon de Joinville en D2, et revient à Nantes où il s'impose comme titulaire en première division. Il est sélectionné en équipe de France espoirs en 1969 (3 sélections). En 1972 il signe au Paris FC, puis en 1974 à l'Olympique de Marseille et fin 1975 au Red Star, en D2. En 1978, il retourne au Paris FC, de retour dans l'élite. Il est international français « A' ».
En 1980 il fait son retour au Red Star, tombé dans les profondeurs du classement, comme entraîneur-joueur. En cinq ans il fait remonter le club jusqu'à la D2. Il joue ses derniers matchs pendant la saison 1983-1984. En 1985 il quitte le Red Star et devient l'entraîneur du SC Abbeville, en D2, pendant deux saisons.
Après avoir entraîné le Red Star et Abbeville, Georges Eo revient en Bretagne pour retrouver le club de ses débuts professionnels, le FC Nantes. Il s'y bâtit une réputation d'adjoint efficace et fidèle des entraîneurs principaux du club (Jean-Claude Suaudeau, Raynald Denoueix et Angel Marcos). En 1997-1998, il est sélectionneur de l'Équipe de Bretagne en compagnie de René Le Lamer. Il occupe le poste de directeur technique du club entre 2003 et janvier 2005, où il intervient sur le recrutement et de la supervision de joueurs.
Georges Eo prend pour la première fois les rênes de l'équipe première le 20 septembre 2006, en remplacement de Serge Le Dizet dont il était l'adjoint. Il est à son tour démis de ses fonctions le 12 février 2007, deux jours après une défaite à domicile 2-5 contre Valenciennes, alors que le club est avant-dernier de la Ligue 1. Il est remplacé par son adjoint Michel Der Zakarian, assisté par le recruteur du club Japhet N'Doram. 
Rudi Roussillon, le Président du FCNA, propose à Eo le rôle de « conseiller du président » (en prenant pour exemple ce que fait Bernard Lacombe à Lyon), une offre refusée par le technicien breton. En effet, cette offre de reconversion semblait davantage motivée par la perspective d'éviter un licenciement coûteux que par un réel désir de profiter des compétences de l'homme[réf. nécessaire]. Georges Eo a donc préféré quitter le club et saisir le Conseil de prud'hommes afin d'obtenir les indemnités correspondantes à son licenciement. Il obtient gain de cause en 2010.
En 2007, il prend en charge le club d'Orvault Sports (DH) où il reste trois saisons.

## Palmarès
- Finaliste de la Coupe de France 1970 avec le FC Nantes
- Vice-champion de France 1975 avec l'Olympique de Marseille